# Baishan
Baishan (cinese: 白山; pinyin: Báishān) è una città-prefettura della Cina nella provincia dello Jilin.
Per via della sua posizione geografica, la città cinese di Baishan è una nota destinazione per i disertori che fuggono dalla confinante Corea del Nord.

## Suddivisioni amministrative
- Distretto di Hunjiang
- Distretto di Jiangyuan
- Linjiang
- Contea di Jingyu
- Contea di Fusong
- Contea autonoma coreana di Changbai